# Roberto Cairo
Roberto Andrés Cairo Pablo (Madrid, 3 de mayo de 1963 - Ibídem, 28 de agosto de 2014) fue un actor español de cine y televisión, así como director de cortometrajes de terror cuántico.
Debutó en 1984 como actor en la obra teatral Las mujeres sabias (aunque antes había participado en grupos de teatro estudiantiles, en el Instituto Cervantes de Madrid) y más tarde comenzó a realizar papeles como actor de reparto para películas y series de televisión.

## Trayectoria profesional

### Televisión
Su papel más destacado fue en la serie Cuéntame cómo pasó, donde interpretaba a Desiderio Quijo "Desi", el mejor amigo de Antonio Alcántara (Imanol Arias) y marido de Clara (Silvia Espigado), madre de Josete (Santiago Crespo) y que a pesar de tener poco peso en los primeros capítulos, fue adquiriendo protagonismo hasta convertirse en uno de los principales actores de reparto. Otros papeles destacados en su carrera fueron en las series Los ladrones van a la oficina como el Inspector Gutiérrez y en la serie Señor alcalde donde interpretaba a Luis. 

#### Series
- La forja de un rebelde, como miembro del Frente Popular. TVE (1990).
- Farmacia de guardia, como "el granos" (personaje episódico). Antena 3 (1991 y 1992)
- Los ladrones van a la oficina, como "Gutierrez". Antena 3 (1993-1996).
- Lleno, por favor, como "el  nutria" (personaje episódico) . Antena 3 (1993)
- Ay señor, señor, como "Dani" (personaje episódico). Antena 3 (1994)
- ¡Mamá, quiero ser artista!, Antena 3 (1997).
- Señor alcalde, como "Luís". Telecinco (1998).
- Viento del pueblo: Miguel Hernández (2001).
- Cuéntame cómo pasó, como "Desiderio Quijo 'Desi' ". TVE (2001-2014).
- La que se avecina, como "Conrado" (personaje episódico). Telecinco (2011).

### Cine y películas para la televisión
Sus primeros papeles fueron en telefilmes realizados para Televisión Española, como la película Miguel Servet, la sangre y la ceniza de 1988 y en La otra cara de Rosendo Juárez protagonizada por Antonio Banderas de 1990. En 1994 obtendría su primer papel principal como actor en la película Ana y los Davis.
En los años siguientes, participó tanto en películas de cine español como en producciones televisivas, desempeñando papeles en su mayoría, de reparto.
| Año  | Película                             | Personaje       | Director                | Género            |
| ---- | ------------------------------------ | --------------- | ----------------------- | ----------------- |
| 1988 | Miquel Servet, la sangre y la ceniza |                 | José María Forqué       | Drama             |
| 1990 | La otra cara de Rosendo Juarez       | Cliente taberna | Gerardo Vera            | Drama             |
| 1992 | Amo tu cama rica                     | Camarero        | Emilio Martínez-Lázaro  | Comedia romántica |
| 1992 | Yo me bajo en la próxima, ¿y usted?  | –               | José Sacristán          | Comedia           |
| 1993 | Mi hermano del alma                  | Fotógrafo       | Mariano Barroso         | Suspense          |
| 1993 | La ardilla roja                      | Michel          | Julio Medem             | Drama romántico   |
| 1993 | Tocando fondo                        | Atracador 1     | José Luis Cuerda        | Comedia           |
| 1994 | Ana y los Davis (cortometraje)       | –               | Miguel Ángel Sánchez    | Comedia           |
| 1994 | Alegre ma non troppo                 | Chico joven     | Fernando Colomo         | Comedia           |
| 1995 | Dile a Laura que la quiero           | Técnico estudio | José Miguel Juárez      | Comedia romántica |
| 1995 | Todos a bordo                        | –               | Miguel Ángel Díez       | Comedia           |
| 1996 | Cachito                              | Guardia Civil   | Enrique Urbizu          | Drama/Aventuras   |
| 1996 | Brujas                               | Paquete         | Álvaro Fernández Armero | Comedia dramática |
| 1997 | Dame algo                            | Chori           | Héctor Carré            | Comedia negra     |
| 1998 | Grandes ocasiones                    | Quique          | Felipe Vega             | Comedia           |
| 2000 | Fugitivas                            | Moco            | Miguel Hermoso          | Drama             |
| 2002 | Vivancos 3                           | Delincuente     | Albert Saguer           | Comedia           |
| 2002 | X                                    | Vagabundo       | Luis Marías             | Thriller          |
| 2006 | Locos por el sexo                    | Tomy            | Javier Rebollo          | Comedia           |
| 2007 | Miguel y William                     | Cómico director | Inés París              | Drama romántico   |
| 2015 | La revolución de los ángeles         | –               | Marc Barbena            | Suspense          |

### Teatro
Entre sus incursiones teatrales puede mencionarse la adaptación, dirección e interpretación de la obra Petición de mano de Antón Chéjov, en 2003.

#### Nominaciones y otros trabajos
- Estuvo nominado a los premios de la Unión de Actores a Mejor actor de reparto en 2006 por su papel en Cuéntame cómo pasó.
- Colaboración especial en el cortometraje burgalés El tiempo todo locura (o la increíble historia de Abel el Largo) en 2010.
- Participó en un vídeo promocional de Sega (videojuegos) llamado La ley del más fuerte, haciendo de político en un discurso.
- Director del cortometraje de terror cuántico Pandemonium (2011), grabado en la localidad burgalesa de Hontoria del Pinar.
- Director del cortometraje de terror cuántico Mineral (2011), grabado en la localidad salmantina de Ciudad Rodrigo y Castillejo de Martín Viejo.
- Director y productor del cortometraje Ángel un giallo cuántico (2011), grabado en Valencia.
- La revolución de los ángeles (2014), interpretando a un enfermo terminal que decide asesinar a un político corrupto.

### Fallecimiento
Falleció el 28 de agosto de 2014 a consecuencia de un cáncer de pulmón.
Fue incinerado en la intimidad.